# Victor Koretzky
Victor Koretzky (n. 26 august 1994, Béziers, communauté d'agglomération Béziers Méditerranée⁠(d), Franța) este un ciclist francez, medaliat olimpic. A participat la 3 ediții ale Jocurilor Olimpice (2016, 2020, 2024) în care a câștigat o medalie de argint.